# Lichwinia
Lichwinia is een geslacht van uitgestorven kreeftachtigen uit de klasse van de Ostracoda (mosselkreeftjes).

## Soorten
- Lichwinia lichwinensis Posner, 1950 †
- Lichwinia tersis Rozhdestvenskaya, 1959 †